# Лэнг, Чарльз
Чарльз Лэнг (англ. Charles Lang), имя при рождении Чарльз Брайант Лэнг-младший (англ. Charles Bryant Lang, Jr., 27 марта 1902 — 3 апреля 1998) — американский кинооператор, успешно работавший в Голливуде на протяжении 1930-х — 1960-х годов.
«Один из выдающихся операторов Золотой эры Голливуда, Лэнг провёл большую часть своей карьеры на студии Paramount Pictures (1927—1951), внеся свой весомый вклад в полностью заслуженную репутацию студии с выдающимся визуальным стилем». В этот период Лэнг был оператором таких признанных фильмов, как «Прощай, оружие!» (1932), «Жизнь бенгальских уланов» (1935), «Полночь» (1939), «Незваные» (1944), «Призрак и миссис Мьюр» (1947), «Зарубежный роман» (1948) и «Туз в рукаве» (1951).
С 1952 года Лэнг стал свободным художником, работая с различными студиями. К числу лучших картин, снятых Лэнгом в 1950-е годы, относятся фильмы нуар «Внезапный страх» (1952) и «Сильная жара» (1953), романтическая комедия «Сабрина» (1954), мелодрама «За отдельными столиками» (1958) и эксцентрическая комедия «В джазе только девушки» (1959).
Хотя Лэнг предпочитал чёрно-белую съёмку, он мастерски снимал и картины в цвете. Среди его цветных картин выделяются вестерны «Великолепная семёрка» (1960) и «Одноглазые валеты» (1961), а также три картины с Одри Хепбёрн — «Шарада» (1963), «Как украсть миллион» (1966) и «Дождись темноты» (1967).
В общей сложности с 1926 по 1973 год Лэнг был оператором 149 фильмов. Лэнг номинировалался на «Оскар» как лучший оператор 18 раз, разделив по этому показателю первое место с коллегой Леоном Шэмроем. Чарльз получил «Оскар» 1 раз (за фильм «Прощай, оружие!»), а Леон — 4 раза.

## Ранние годы
Чарльз Лэнг родился 27 марта 1902 года в районе Блафф, штат Юта, США. После окончания средней школы в Лос-Анджелесе Лэнг поступил на юридический факультет Университета Южной Калифорнии. Однако в начале 1920-х годов отец Лэнга, который работал в небольшой киностудии «Реаларт», уговорил сына перейти к нему на работу. Там Лэнг-младший работал и учился сначала в качестве лаборанта и фотографа, затем стал ассистентом кинооператора, работая с кинооператорами-первопроходцами. На фильмах «Реаларт» и других независимых студий Лэнг-младший прошёл путь по карьерной лестнице до первого оператора. Когда «Реаларт» был поглощён «Парамаунт», Лэнг получил место второго оператора.

## Карьера на студии Paramount Pictures (1927—1951)

### Киноработы 1927—1939 годов
Первой картиной Лэнга в качестве оператора стала комедия «Ритци» (1927), которая была кассовым провалом, в результате чего руководство студии уволило или понизило в должности всех, кто над ним работал, от звезды Бетти Бронсон до оператора Лэнга. В течение двух лет Лэнг восстанавливал свою репутацию, «разрабатывая свой собственный операторский стиль, а не копируя работу других».
В 1929 году Лэнг стал полным кинооператором, и в 1930-е годы Лэнг входил во внушительную команду операторов Paramount Pictures, включавшую таких прославленных мастеров своего дела, как Ли Гармз, Карл Страсс и Виктор Мильнер. В это время студия лидировала по числу номинаций на «Оскар» за операторскую работу, особенно в области чёрно-белого романтического и исторического кино."Как один из ключевых художников, формировавших облик фильмов студии Paramount Pictures в 1930—1940-е годы, Лэнг способствовал приданию более мягкого, романтического видения цветастому, глянцевому, отчасти европейскому визуальному стилю студии. Лучшие работы Лэнга этого периода отличают плавные движения камеры и атмосферическое, полупрозрачное освещение с мягким рассеиванием света в интерьерах".
В 1931 году Лэнг был впервые номинирован на Оскар за операторскую работу мелодрамы «Право любить» (1930) с Рут Чаттертон и Полом Лукасом, а в 1934 году был удостоен «Оскара» за работу оператора драмы по роману Эрнеста Хэмингуэя «Прощай, оружие!» (1932) с Хелен Хейс и Гэри Купером.
Лэнг «отличался использованием контрастов, света и тени, и был искусен в создании атмосферы для любого жанра и стиля», начиная от грустной романтической фантазии Генри Хэтэуэя «Питер Иббетсон» (1935) с Гэри Купером и Энн Хардинг, повествование в котором часто переносится из реального мира в мир фантазий и обратно. Романтическая криминальная мелодрама Фрэнка Борзейги «Желание» (1936) продемонстрировала очарование Марлен Дитрих и Гэри Купера. Год спустя Лэнг был оператором ещё одной романтической комедии с Марлен Дитрих в главной роли — «Ангел» (1937) Эрнста Любича. А эксцентрическая комедия «Полночь» (1939) с Клодетт Кольбер продемонстрировала очарование и шик Парижа. «Лэнга любили многие женщины-звёзды, в частности, Хелен Хейс и Марлен Дитрих, за его выдающуюся способность снимать их наиболее выгодным для них образом, часто используя приглушённое освещение и рассеивание света».
Однако, как и большинство голливудских кинооператоров классического периода, Лэнг работал во всех жанрах, и его работа включала также первый звёздный фильм Мэй Уэст, острую классику комедийного жанра «Она поступила с ним плохо» (1933), а также экшн «Жизни бенгальских уланов» (1935). Ещё одной заметной работой Лэнга стал крупнобюджетный комедийный триллер с Бобом Хоупом «Кот и канарейка» (1939).

### Киноработы 1940—1951 годов
С начала 1940-х годов стиль Лэнга «стал отличаться более глубоким использованием контрастов между светом и темнотой, и большей остротой светового воздействия».
Характерная для его творчества тонкая чувственность нашла своё развитие в двух призрачных драмах с привидениями — «Незваные» (1944) и «Призрак и миссис Мьюр» (1947), а также в вызывающим в памяти воспоминания портрете послевоенного Берлина «Зарубежный роман» (1948) режиссёра Билли Уайлдера, где «Марлен Дитрих поёт в ярких лучах света посреди задымлённых кафе». За все три картины Лэнг получил номинации на Оскар.
Тремя менее значимыми фильмами, принесшими Лэнгу номинации на Оскар в этот период стали — военная мелодрама Генри Хэтэуэя «Солнечный закат» (1941) с Джин Тирни в главной роли, действие которой происходит в Восточной Африке, ещё одна военная мелодрама «Сквозь горе, тоску и утраты» (1943) с Клодетт Кольбер, Полетт Годдар и Вероникой Лейк о работе медсестёр на Филиппинах во время войны, и лирическая комедия с детективным уклоном «Вот тебе крест» (1946).

## Последующая карьера

### Киноработы 1952—1959 годов
Уйдя со студии «Парамаунт» в 1951 году, Лэнг стал свободным художником. В начале 1950-х годов он наглядно продемонстрировал, «что выработанный им стиль прекрасно подходит атмосферическому, жестокому миру фильма нуар». «Работа Лэнга с контрастным освещением идеально соответствовала экспрессионистскому неореализму фильмов нуар 1950-х годов, среди которых выделяются „Туз в рукаве“ (1951) Билли Уайлдера с Кирком Дугласом, „Внезапный страх“ (1952) с Джоан Кроуфорд (номинация на Оскар за лучшую операторскую работу) и „Сильная жара“ (1953) Фритца Ланга».
Наилучшим образом ему удавалось работать с режиссёрами Билли Уайлдером. Три из четырёх их совместных фильмов — «Зарубежный роман» (1948), «Туз в рукаве» (1951), «Сабрина» (1954) с Одри Хепбёрн и Хамфри Богартом и «В джазе только девушки» (1959) с Мерилин Монро — были отмечены номинациями на Оскар за операторскую работу.
«Работа Лэнга над весёлым фильмом „В джазе только девушки“ (1959) показала, что он не забыл, как перенести на экран визуальный стиль своих ранних работ 1930-х годов». «Фильмы „Сабрина“ (1954), „За отдельными столиками“ (1958) и „B джазе только девушки“ (1959) своим успехом во многом обязаны отличной работе Лэнга с камерой». Мелодрама Делберта Манна «За отдельными столиками» (1958) задействовала звёздный актёрский состав, включавший Риту Хейворт и Дебору Керр, Дэвида Нивена и Берта Ланкастера. Фильм был номинирован на семь Оскаров (завоевав два), в том числе, за операторскую работу Лэнга. Ещё одну номинацию на Оскар Лэнгу принесла работа над мрачной психологической драмой «Королева пчёл» (1955) с Джоан Кроуфорд, действие которой разворачивается в одном из богатых семейств на юге США.
Наиболее памятными картинами Лэнга в жанре вестерн стали «Человек и Ларами» (1955) Энтони Манна с Джеймсом Стюартом, «Перестрелка в О. К. Коррал» (1957) Джона Стёрджеса с Кирком Дугласом и Бертом Ланкастером, а также «Последний поезд из Ганн Хилл» (1959) Стёрджеса с Кирком Дугласом.

### Киноработы 1960—70-х годов
Последним фильмом, который принёс Лэнгу номинацию на Оскар за чёрно-белую операторскую работу, стала романтическая комедия «Правда жизни» (1960) с Бобом Хоупом и Люсиль Болл.
По мере того, как в 1950-е годы цветной кинематограф стал постепенно вытеснять чёрно-белое, Лэнг продемонстрировал умелое владение цветом. «Приглушённый цвет и глубокий фокус стали высшими достижениями необычного вестерна „Одноглазые валеты“ (1961), который поставил Марлон Брандо», сыграв в нём также главную роль.
Хотя Лэнг предпочитал чёрно-белую съёмку, он стал не меньшим профессионалом и в цветном кино, работая с такими различными цветовыми процессами, как Cinerama, VistaVision и другими, в таких богато текстурированных широкоэкранных натурных вестернах, как «Великолепная семёрка» (1960) и «Война на Диком Западе» (1962), а также романтических триллерах «Шарада» (1963) и «Как украсть миллион» (1966). Благодаря своей работе над картинами «Шарада» (1963), «Как украсть миллион» (1967) и «Дождись темноты» (1967) Лэнг стал фаворитом кинозвезды Одри Хепбёрн", сыгравшей в них главные роли.
Одной из памятных картин Лэнга стала мелодрама Пола Мазурски «Боб и Кэрол, Тед и Элис» (1969) с Рэем Калпом и Натали Вуд. Он продолжал работать до начала 1970-х годов, «передавая богатое, часто поэтическое наследие своего визуального киномастерства». Его последними работы стали две картины режиссёра Милтона Катселаса — мелодрама «Бабочки свободны» (1972) о слепом молодом человеке, которая принесла Лэнгу его последнюю номинацию на Оскар, и комедия «40 карат» (1973).

## Личная жизнь
«В киноиндустрии Лэнга знали как оператора, который одевался лучше других, скромного человека и при этом добивающегося совершенства высококвалифицированного профессионала». Он дожил до почтенного возраста 96 лет и умер в Санта-Монике в 3 апреля 1998 года.
Дочь Лэнга, Джуди Лэнг, стала актрисой. Одна из внучек Лэнга, Кэтрин Келли Лэнг, также стала актрисой, её самая известная роль в мыльной опере CBS «Дерзкие и красивые» (1987—2015). Правнук Лэнга Джереми Снайдер также играл в этом сериале.

## Признание
В 1934 году Лэнг завоевал свой первый и единственный Оскар за операторскую работу фильма «Прощай, оружие!» (1932). Кроме того он завоевал 18 номинаций на Оскар за лучшую операторскую работу. В возрасте 28 лет Лэнг стал самым молодым номинантом на Оскар за операторскую работу, а в 30 лет — самым молодым обладателем Оскара за операторскую работу.
В 1990 году Лэнг получил специальную награду компании «Истман-Кодак» за операторскую работу в цвете. В 1991 году Лэнг был удостоен награды Американского общества кинооператоров за достижения на протяжении карьеры.
В 1992 году Лэнгу было уделено должное внимание в документальном фильме «Видения света» (1992), посвящённом лучшим операторам Голливуда.

## Фильмография
- 1926 — Ночной патруль / The Night Patrol
- 1927 — Ритци / Ritzy
- 1928 — Затасканный ангел / The Shopworn Angel
- 1929 — На полпути к раю / Halfway to Heaven
- 1929 — Невинные Парижа / Innocents of Paris
- 1930 — Право любить / The Right to Love (номинация на Оскар)
- 1930 — Том Сойер / Tom Sawyer
- 1930 — Чья-то женщина / Anybody’s Woman
- 1930 — Для защиты / For the Defense
- 1930 — Тень правосудия / Shadow of the Law
- 1930 — Свет западных звёзд / The Light of Western Stars
- 1930 — Сара и сын / Sarah and Son
- 1930 — Улица удачи / Street of Chance
- 1930 — Семь дней отпуска / Seven Days Leave
- 1930 — Смыв косметику / Behind the Make-Up
- 1930 — Став леди / Once a Lady
- 1931 — Схваченный / Caught
- 1931 — Великолепная ложь / The Magnificent Lie
- 1931 — Нувориш / Newly Rich
- 1931 — Полиция нравов / The Vice Squad
- 1931 — Неверная / Unfaithful
- 1932 — Прощай, оружие! / A Farewell to Arms (Оскар)
- 1932 — Дьявол и глубина / Devil and the Deep
- 1932 — Гром внизу / Thunder Below
- 1932 — Завтра и завтра / Tomorrow and Tomorrow
- 1932 — Не один мужчина / No One Man
- 1933 — Колыбельная / Cradle Song
- 1933 — Путь к любви / The Way to Love
- 1933 — Корабль-казино / Gambling Ship
- 1933 — Сказка на ночь / A Bedtime Story
- 1933 — Он узнал о женщинах / He Learned About Women
- 1933 — Она обошлась с ним нечестно / She Done Him Wrong
- 1934 — Миссис Уиггс / Mrs. Wiggs of the Cabbage Patch
- 1934 — Не одеваясь / We’re Not Dressing
- 1934 — Смерть берёт выходной / Death Takes a Holiday
- 1935 — Питер Иббетсон / Peter Ibbetson
- 1935 — Миссисипи / Mississippi
- 1935 — Жизнь Бенгальского улана / The Lives of a Bengal Lancer
- 1936 — Я любила солдата / I Loved a Soldier
- 1936 — Желание / Desire
- 1937 — Товарищ / Tovarich
- 1937 — Ангел / Angel
- 1937 — Загубленные в море / Souls at Sea
- 1938 — Заза / Zaza
- 1938 — Порождение севера / Spawn of the North
- 1938 — Ты и я / You and Me
- 1938 — Доктор Ритм / Dr. Rhythm
- 1939 — Кот и канарейка / The Cat and the Canary
- 1939 — Дело об убийстве Грэйси Аллен / The Gracie Allen Murder Case
- 1939 — Полночь / Midnight
- 1940 — Танцы на пятачке / Dancing on a Dime
- 1940 — Воскресни, любовь моя / Arise, My Love (номинация на Оскар)
- 1940 — Охотники за привидениями / The Ghost Breakers
- 1940 — Бак Бенни снова в седле / Buck Benny Rides Again
- 1940 — Безымянные женщины / Women Without Names
- 1940 — Приключение в бриллиантах / Adventure in Diamonds
- 1941 — Жаворонок / Skylark
- 1941 — Закат / Sundown (номинация на Оскар)
- 1941 — Ничего, кроме правды / Nothing But the Truth
- 1941 — Ковбой с холмов / The Shepherd of the Hills
- 1942 — Лесники / The Forest Rangers
- 1942 — Необходимы ли мужья? / Are Husbands Necessary?
- 1942 — Леди с планами / The Lady Has Plans
- 1942 — Близко к жизни / True to Life
- 1943 — Сквозь горе, тоску и утраты / So Proudly We Hail! (номинация на Оскар)
- 1943 — Не время для любви / No Time for Love
- 1944 — Почти твоя / Practically Yours
- 1944 — Сюда набегают волны / Here Come the Waves
- 1944 — Бухта пирата / Frenchman’s Creek
- 1944 — Я люблю солдата / I Love a Soldier
- 1944 — Незваные / The Uninvited (номинация на Оскар)
- 1944 — Только стоячие места / Standing Room Only
- 1945 — Клуб «Аист» / The Stork Club
- 1946 — Вот тебе крест / Cross My Heart (номинация на Оскар)
- 1946 — Голубые небеса / Blue Skies
- 1946 — Мисс Сьюзи Слагл / Miss Susie Slagle’s
- 1947 — Там, где жизнь / Where There’s Life
- 1947 — Ярость пустыни / Desert Fury
- 1947 — Призрак и миссис Мьюр / The Ghost and Mrs. Muir
- 1948 — Миллионы мисс Татлок / Miss Tatlock’s Millions
- 1948 — Зарубежный роман / A Foreign Affair (номинация на Оскар)
- 1948 — Великий любовник / The Great Lover
- 1949 — Верёвка из песка / Rope of Sand
- 1949 — Моя личная настоящая любовь / My Own True Love
- 1950 — Клеймённый / Branded
- 1950 — Медный каньон / Copper Canyon
- 1950 — Сентябрьская афера / September Affair
- 1950 — Модные штаны / Fancy Pants
- 1951 — Красная гора / Red Mountain
- 1951 — Пекинский экспресс / Peking Express
- 1951 — Туз в рукаве / Ace in the Hole
- 1951 — Брачный сезон / The Mating Season
- 1952 — Внезапный страх / Sudden Fear (номинация на Оскар)
- 1952 — Атомный город / The Atomic City
- 1952 — Аарон Слик из Панки-крик / Aaron Slick from Punkin Crick
- 1953 — Сильная жара / The Big Heat
- 1953 — Саломея / Salome
- 1954 — Пшик / Phffft
- 1954 — Сабрина / Sabrina (номинация на Оскар)
- 1954 — Это должно случиться с вами / It Should Happen to You
- 1955 — Королева пчёл / Queen Bee (номинация на Оскар)
- 1955 — Человек из Ларами / The Man from Laramie
- 1955 — Женщина на пляже / Female on the Beach
- 1955 — Длинная серая линия / The Long Gray Line
- 1956 — Продавец дождя / The Rainmaker
- 1956 — «Кадиллак» из чистого золота / The Solid Gold Cadillac
- 1956 — Осенние листья / Autumn Leaves
- 1957 — Дикий ветер / Wild Is the Wind
- 1957 — Любящие тебя / Loving You
- 1957 — Перестрелка в О. К. Коррал / Gunfight at the O.K. Corral
- 1958 — За отдельными столиками / Separate Tables (номинация на Оскар)
- 1958 — Сваха / The Matchmaker
- 1959 — Последний поезд из Ган Хилл / Last Train from Gun Hill
- 1959 — В джазе только девушки / Some Like It Hot (номинация на Оскар)
- 1960 — Правда жизни / The Facts of Life (номинация на Оскар)
- 1960 — Великолепная семерка / The Magnificent Seven
- 1960 — Неоконченная песнь / Song Without End
- 1960 — Мы незнакомы, когда встречаемся / Strangers When We Meet
- 1961 — Голубые Гавайи / Blue Hawaii
- 1961 — Лето и дым / Summer and Smoke
- 1961 — Одноглазые валеты / One-Eyed Jacks (номинация на Оскар)
- 1962 — Девушка по имени Тамико / A Girl Named Tamiko
- 1962 — Война на Диком Западе / How the West Was Won (номинация на Оскар)
- 1963 — Шарада / Charade
- 1963 — Хитрые дельцы / The Wheeler Dealers
- 1963 — Выбор критика / Critic’s Choice
- 1964 — Секс и незамужняя девушка / Sex and the Single Girl
- 1964 — Папа Гусь / Father Goose
- 1964 — Париж, когда там жара / Paris — When It Sizzles
- 1965 — Внутренний мир Дэйзи Кловер / Inside Daisy Clover
- 1965 — Только не с моей женой, не смей! / Not with My Wife, You Don’t!
- 1966 — Как украсть миллион / How to Steal a Million
- 1967 — Дождись темноты / Wait Until Dark
- 1967 — Вздорный человек / The Flim-Flam Man
- 1967 — Отель / Hotel
- 1968 — Восходящая Луна / The Stalking Moon
- 1968 — Блоха в её ухе / A Flea in Her Ear
- 1969 — Боб и Кэрол, Тед и Элис / Bob & Carol & Ted & Alice (номинация на Оскар)
- 1969 — Как вступить в брак / How to Commit Marriage
- 1970 — Прогулка под весенним дождем / A Walk in the Spring Rain
- 1971 — Машина любви / The Love Machine
- 1971 — Жёны врачей / Doctors' Wives
- 1972 — Бабочки свободны / Butterflies Are Free (номинация на Оскар)
- 1973 — 40 карат / 40 Carats